# Universidad Anton de Kom
La universidad Anton de Kom es la única que existe en Surinam. Se encuentra ubicada en la capital, Paramaribo y su nombre hace honor a Anton de Kom, activista anticolonial que murió de tuberculosis mientras estaba en el exilio en los Países Bajos.

## Historia

### Fundación
La educación terciaria en Surinam se remonta en el tiempo más de lo que el común de la gente piensa. En 1882, cuando Herman Benjamins era responsable de la educación en Surinam, ya existía la educación terciaria que era impartida por la denominada 'Geneeskundige School'. Además de la 'Geneeskundige School' también existía un sistema organizado para educación jurídica Las escuelas de Leyes, que fueron fundadas a finales de la década de 1940.
Además de existir otras disciplinas parauniversitarias, tales como la de agrimensor, dentista y farmacéutico.
La organización que tuvo a su cargo organizar el festival que se realizó en 1966 para conmemorar el centenario del denominado Staten of Suriname, tomó la decisión de colaborar con el gobierno de Surinam para fundar la universidad.
La 'persona jurídica Universiteit van Suriname' se estableció oficialmente el 25 de junio de 1966. La proclamación se realizó el 1 de noviembre de 1968 en el antiguo Teatro Star. Desde entonces el 1 de noviembre se celebra su aniversario. 
En orden cronológico, las facultades de esta universidad se fundaron de la siguiente manera:
- El 1 de noviembre de 1968 se inaugura la Facultad de Leyes.
- El 28 de septiembre de 1969 la Facultad de Estudio en Medicina.
- El 1 de noviembre de 1975 la Facultad de Estudios en Ciencias Sociales y Economía.
- El 1 de diciembre de 1976 la Facultad de Estudios Naturales.
- El 1 de diciembre de 1977 la Facultad de Estudios Técnicos.

## Facultades
Actualmente la Universidad Anton de Kom de Surinam, posee las siguientes facultades:
- La Facultad de Ciencias Médicas
  - Medicina y Fisioterapia

- La Facultad de Ciencias Sociales
  - Leyes
  - Economía, áreas principales Economía General y de Negocios
  - Destión de la Educación y de Estudio de los Cambios Sociales en la Sociedad
  - Administración Pública
  - Sociología
  - Gestión de Negocios

- La Facultad de Ciencias Tecnológicas.
  - Producción Agrícola, áreas principales Ciencias de la Tierra, Forestación, Agricultura, Agronomía
  - Producción Mineral, áreas principales Geología, Minería
  - Ingeniería Eléctrica, áreas principales Técnicas de la Energía, Information Technique
  - Infraestructura, áreas principales Edificios y Construcciones, Ingeniería Civil, Gestión de la Tierra y el Agua
  - Ciencias del Medio Ambiente, áreas principales Gestión de los Recursos Acuáticos, Gestión de los Recursos del Medio Ambiente y Naturales
  - Ingeniería Mecánica, áreas principales: Tecnología de la Producción, Ingeniería Mecánica y de Materiales, Procesos y Energía